# Ida Grove
Ida Grove és una població dels Estats Units a l'estat d'Iowa. Segons el cens del 2000 tenia 2.350 habitants.

## Demografia
Segons el cens del 2000, Ida Grove tenia 2.350 habitants, 1.017 habitatges, i 639 famílies. La densitat de població era de 436,2 habitants/km².
Dels 1.017 habitatges en un 26,8% hi vivien nens de menys de 18 anys, en un 52,7% hi vivien parelles casades, en un 7,9% dones solteres, i en un 37,1% no eren unitats familiars. En el 34,5% dels habitatges hi vivien persones soles el 18,3% de les quals corresponia a persones de 65 anys o més que vivien soles. El nombre mitjà de persones vivint en cada habitatge era de 2,25 i el nombre mitjà de persones que vivien en cada família era de 2,88.
Per edats la població es repartia de la següent manera: un 23,9% tenia menys de 18 anys, un 6,1% entre 18 i 24, un 23,6% entre 25 i 44, un 23,3% de 45 a 60 i un 23,1% 65 anys o més.
L'edat mediana era de 43 anys. Per cada 100 dones de 18 o més anys hi havia 82,6 homes.
La renda mediana per habitatge era de 35.341 $ i la renda mediana per família de 46.213 $. Els homes tenien una renda mediana de 31.185 $ mentre que les dones 19.135 $. La renda per capita de la població era de 20.698 $. Entorn del 4,6% de les famílies i el 7,7% de la població estaven per davall del llindar de pobresa.

## Poblacions més properes
El següent diagrama mostra les poblacions més properes.